# Гойтан
Гойтан (или Гоитан; упомин. в 1345) — русский иконописец, творивший в середине XIV века. В «Истории государства Российского» Н. М. Карамзина ошибочно назван «иностранцем Гайтаном».

## Жизнь и творчество

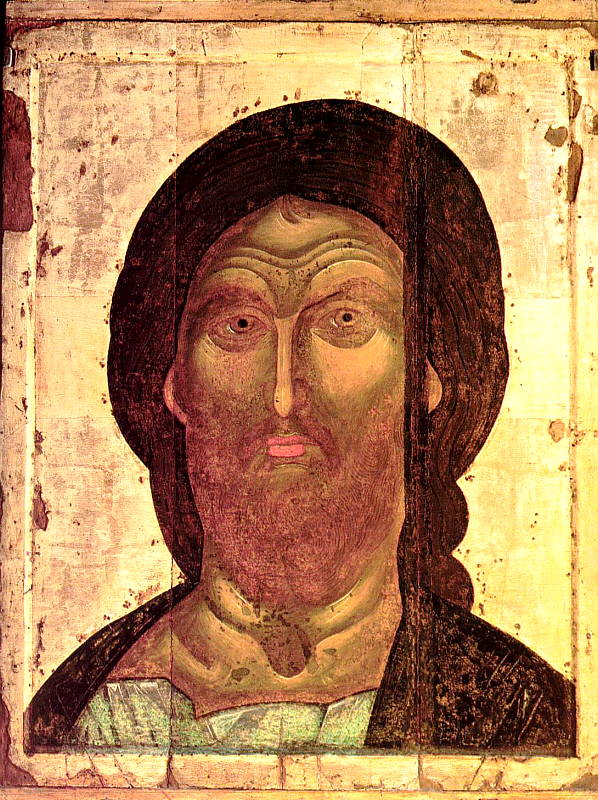
«Спас Ярое око» — икона, которая может «пролить свет на деятельность Гоитана и его сотоварищей».

Сведения о жизни мастера крайне скудны. Согласно Троицкой летописи, Гойтан в 1345 году возглавлял артель иконописцев, которой поручили расписывать собор Спаса Преображения на Бору. Тот же источник свидетельствует, что эта работа была предпринята по повелению и при финансовой поддержке великой княгини Анастасии Гедиминовны, которая ушла из жизни 11 марта 1345 года. Сведения о живописцах, подрядившихся в Спасском соборе, можно почерпнуть и из Никоновской летописи, которая сообщает: они «быша Русстии родом, а Гречестии ученицы: Гоитан и Семен, и Иван, и прочии их ученицы и дружина». По летописным данным, роспись собора была завершена в 1346 году; в сообщениях об этом событии имена Гойтана и его коллег уже не упоминаются. Другие сведения об иконописце не обнаружены. Не известны исследователям и его работы. Тем не менее, В. Н. Лазарев выдвинул предположение, что творчество Гойтана, Семёна и Ивана могло развиваться под влиянием эстетических предпочтений великокняжеских кругов, представители которых «жадно тянулись к византийской культуре, стремясь окружить свою власть ореолом „ромейского“ блеска и тем самым подчеркнуть своё превосходство над другими удельными князьями». Эти предпочтения нашли отражение сразу в нескольких памятниках живописи середины XIV века, один из которых — икона «Спас Ярое око» из Успенского собора Московского Кремля. Выдержанная «в тёмной, драматичной гамме, навеянной византийской палитрой», она, с одной стороны, отличается некоторой грузностью форм, которая была свойственна иконам XII века. Наряду с этим, «в смелом асимметричном очерке головы, в живописной трактовке лица при помощи сочных бликов и отметок, в светлом голубом цвете хитона уже чувствуются новые веяния». Именно такое сочетание традиционных приёмов и «новых веяний», по мнению Лазарева, могло быть характерным и для творчества Гойтана. А оно, в свою очередь, могло оказать влияние на Прохора с Городца — коллегу и предполагаемого учителя Андрея Рублёва.